# Santa Catarina Cuanana
Santa Catarina Cuanana es una ranchería del municipio de Santiago Yosondúa, ubicado en el distrito de Tlaxiaco, el cual forma parte de la región mixteca del estado mexicano de Oaxaca.

## Geografía
La localidad se ubica a 12.9 kilómetros (en dirección noreste) de la localidad de Santiago Yosondúa, la cabecera y lugar más poblado del municipio. Se sitúa en las coordenadas geográficas 16°48′50″N 97°28′16″O / 16.813889, -97.471111, a una elevación de 1,503 metros sobre el nivel del mar.

## Demografía
Según el Conteo de Población y Vivienda 2020, efectuado por el Instituto Nacional de Estadística y Geografía, la localidad tiene 723 habitantes, de los cuales 361 son del sexo masculino y 362 del sexo femenino. Su tasa de fecundidad es de 3.61 hijos por mujer y tiene 227 viviendas particulares habitadas.
| Gráfica de evolución demográfica de Santa Catarina Cuanana entre 1900 y 2020 |
|                                                                              |
| INEGI.                                                                       |